# Asif Nawaz
Asif Nawaz, pakistanski general, * 1937, † 1993.
Nawaz je bil načelnik Pakistanske kopenske vojske (1991-1993).